# Kiyoshi Tomizawa
Kiyoshi Tomizawa (富沢 清司?, Tomizawa Kiyoshi; Fujieda, 3 dicembre 1943) è un ex calciatore giapponese, di ruolo difensore.

## Carriera

### Club
Giocò come difensore nella sezione calcistica del club calcistico dell'impianto Nippon Steel di Kitakyūshū (denominata Yawata Steel fino al 1969, poi solo Nippon Steel), totalizzando 164 presenze e 22 reti in undici edizioni della Japan Soccer League.

### Nazionale
Pur facendo parte della rappresentativa giapponese alle Olimpiadi di Tokyo, esordì in nazionale maggiore solamente il 14 marzo 1965, in occasione di un incontro con la Nazionale di calcio di Hong Kong. Fino al 1971, totalizzò nove presenze in nazionale partecipando, senza tuttavia scendere in campo, alle Olimpiadi di Città del Messico dove ottenne una medaglia di bronzo.

## Statistiche

### Presenze e reti nei club
| Stagione | Squadra      | Campionato | Campionato | Campionato |
| Stagione | Squadra      | Comp       | Pres       | Reti       |
| -------- | ------------ | ---------- | ---------- | ---------- |
| 1965     | Yawata Steel | JSL        | ?          | ?          |
| 1966     | Yawata Steel | JSL        | ?          | ?          |
| 1967     | Yawata Steel | JSL        | ?          | ?          |
| 1968     | Yawata Steel | JSL        | ?          | ?          |
| 1969     | Yawata Steel | JSL        | ?          | ?          |
| 1970     | Nippon Steel | JSL        | ?          | ?          |
| 1971     | Nippon Steel | JSL        | ?          | ?          |
| 1972     | Nippon Steel | JSL1       | ?          | ?          |
| 1973     | Nippon Steel | JSL1       | ?          | ?          |
| 1974     | Nippon Steel | JSL1       | ?          | ?          |
| 1975     | Nippon Steel | JSL1       | ?          | ?          |
| 1976     | Nippon Steel | JSL1       | ?          | ?          |
|          | Totale       |            | 164        | 22         |